# Swedish Open 1957
Die Swedish Open 1957 fanden vom 12. bis zum 13. Januar 1957 in Stockholm statt. Es war die zweite Austragung dieser internationalen Meisterschaften von Schweden im Badminton.

## Finalergebnisse
| Disziplin    | Sieger                                 | Finalist                   | Ergebnis         |
| ------------ | -------------------------------------- | -------------------------- | ---------------- |
| Herreneinzel | Finn Kobberø                           | Eddy Choong                | 15–11, 15–9      |
| Dameneinzel  | Inger Kjærgaard                        | Iris Rogers                | 4–11, 11–5, 11–8 |
| Herrendoppel | Jørgen Hammergaard Hansen Finn Kobberø | Eddy Choong Oon Chong Teik | 15–5, 15–12      |
| Damendoppel  | Iris Rogers June Timperley             | Heather Ward Hanne Roest   | 15–2, 15–7       |
| Mixed        | Tony Jordan June Timperley             | John R. Best Iris Rogers   | 17–14, 15–3      |